# Cercidospora decolorella
Cercidospora decolorella är en lavart som först beskrevs av William Nylander, och fick sitt nu gällande namn av O.E. Erikss. & J.Z. Yue 1992. 
Cercidospora decolorella ingår i släktet Cercidospora, klassen Dothideomycetes, divisionen sporsäcksvampar och riket svampar. Inga underarter finns listade i Catalogue of Life.